# Saison in Salzburg (1961)
Saison in Salzburg (Verweistitel Wenn der Toni mit der Vroni) ist eine österreichische Filmkomödie aus dem Jahr 1961, in der Peter Alexander die Hauptrolle spielt. In tragenden Rollen agieren Waltraut Haas, Gunther Philipp, Ingeborg Schöner, Gunnar Möller und Peter Vogel. Die Handlung des Films basiert auf der gleichnamigen Operette von Fred Raymond, die bereits 1952 unter demselben Titel verfilmt worden ist. 

## Handlung
Da die drei Schauspieler Heinz Doll, Toni Mack und Hans Stiegler ohne Engagement sind, melden sie sich auf eine Annonce, in der für den Gasthof „Zum blauen Enzian“ ein Kellner, ein Portier und ein Liftboy gesucht werden.
Heinz, Toni und Hans erledigen ihre ungewohnten Aufgaben zur Zufriedenheit ihrer Chefin Theres Stolzinger. Für den Liftboy Hans und den Speisenträger Toni scheint auch privat das Glück zu winken – das Zimmermädchen Vroni wirft Hans verliebte Blicke zu und die Köchin Walpurga hat für den hungrigen Toni immer etwas Essbares vorrätig.
Auch der Charme von Kellner Heinz zeigt bei der schönen Wirtin seine Wirkung. Die hat aber bereits in Dr. Elz einen hartnäckigen Verehrer. Als dann Annemarie, die hübsche Stieftochter der Wirtin, aus der Hotelfachschule im Gasthof ankommt, geraten die Gefühle aller Beteiligten gehörig durcheinander und ein Happy End scheint kaum mehr möglich. Erst bei einem gemeinsamen Ausflug von Heinz und Annemarie auf den Großglockner wird den beiden klar, was sie füreinander empfinden.

## Produktion, Hintergrund, Veröffentlichung
Erster Regieassistent war Gaudenz Meili.
Für Filmkomödien dieser Art etwas ungewöhnlich ist, dass das „Traumpaar“ nicht frühzeitig erkennbar ist, sondern dass der Hauptdarsteller Peter Alexander lange zwischen zwei sympathischen Umworbenen (Waltraut Haas und Ingeborg Schöner) schwankt. Waltraut Haas sagte dazu: „Viele Leute bedauerten damals, dass ich Peter Alexander weder im Film noch im Leben bekommen habe.“ Eine selbstironische Anspielung auf das Traumpaar Haas/Alexander ist im Film auch daran zu erkennen, dass Peter Alexander als besondere Qualifikation für die Stelle als Oberkellner seine bereits vorhandene Schauspielerfahrung in Im weißen Rößl (1960) als Oberkellner Leopold (die Wirtin dort war auch Waltraut Haas) erwähnt.
Die Uraufführung erfolgte am 27. Oktober 1961 in Hamburg. In den Niederlanden wurde der Film am 21. Dezember 1961 unter dem Titel So lacht und küsst man in Tirol veröffentlicht, in Dänemark unter dem Titel Sæson i Salzburg am 30. Juli 1962. Der internationale Titel lautet Season in Salzburg.

## Soundtrack
wenn nicht anders angegeben sind Musik und Text von Kurt Feltz, Max Wallner und Fred Raymond
- Blauer Enzian, Konzertmarsch von Ernst Hoffmann, gesungen von Gunther Philipp
- Sagt der Hintermoser, gesungen von Peter Alexander
- Reich mir die Hände, gesungen von Peter Alexander
- …und die Musik spielt dazu, gesungen von Peter Alexander
- Salzburger Nockerln, gesungen von Peter Alexander –
später vorgetragen von Peter Alexander, Waltraut Haas, Gunnar Möller und Loni Heuser
- Wenn der Toni mit der Vroni, gesungen von Peter Alexander und Waltraut Haas

## Kritik
„Farbiges Remake von Marischkas gleichnamigem Film von 1952, trotz Peter Alexander auch nicht erheiternder.“